# Placide Gaboury
Pour les articles homonymes, voir Gaboury.
Placide Gaboury est un essayiste, professeur, peintre et pianiste professionnel canadien, né à Bruxelles (Manitoba), le 5 octobre 1928 et mort à Sainte-Ursule, dans la région de la Mauricie, province de Québec, Canada, le 27 mai 2012. Il fut jésuite de 1949 à 1983. On lui attribue aussi l'expansion du New Age au Québec, en partie à la suite de la publication de son ouvrage, en 1978, La Voie initiatique.

## Biographie
Placide Gaboury fait ses études classiques au Collège universitaire de Saint-Boniface au Manitoba, affilié à l'Université du Manitoba dans la ville de Winnipeg. Gaboury obtient son baccalauréat ès Arts en 1949. En septembre de la même année, il entre dans la Compagnie de Jésus et suit le cycle traditionnel de la formation jésuite. 
En 1952, il obtient une maîtrise en littérature à l'Université de Montréal, dans la Province de Québec où il étudie aussi la musique : écriture musicale, harmonie, contrepoint, orgue avec Conrad Letendre, ainsi qu'avec le compositeur-organiste Raymond Daveluy et l'organiste Gaston Arel. En 1960, Placide Gaboury obtient un diplôme en musique. Ensuite, il enseigne de 1955 à 1958 au Collège de Saint-Boniface, son alma mater. 
Après avoir complété avec succès des études en théologie, il est ordonné prêtre en 1961. Pendant 17 ans, tout en enseignant au Collège Jean-de-Brébeuf à Montréal, Placide Gaboury complétera sa formation jésuite et préparera en parallèle, à l'Université de Montréal, une thèse de doctorat ès Lettres qui sera publiée sous le titre Louis Dantin et la critique d'identification (1970). 
En 1971, il enseigne au Saint-Paul's College (en) affilié à l'Université du Manitoba. Puis de 1971 à 1983, il est professeur à l'Université de Sudbury en Ontario. Il y enseigne divers sujets : philosophie de l'art, religion, culture, ésotérisme, spiritualité, foi et créativité, thèmes qu'il explore dans l'écriture, la peinture et la musique. 
Gaboury a peint une centaine d'aquarelles et quelques œuvres à la mine de plomb réparties dans des collections privées à travers le Canada. 
En 1983, il quitte les Jésuites (il aurait été expulsé de l'ordre,) pour s'établir à Montréal et partage son temps entre l'écriture, la peinture, l'animation spirituelle, et les conférences. Il fréquente alors des membres de la tribu Ojibway dont il affirme qu'ils l'ont aidé à trouver une spiritualité moins contraignante que la religion.
Il quitte Montréal pour s'établir à Sainte-Ursule en Mauricie pour y fonder le Centre Placide Gaboury.
Il a écrit 60 livres en 40 ans et signe des articles traitant de sujets divers dans de nombreux journaux et revues. Ensuite, il a été conférencier tant au Canada, au Québec qu'en Europe. Il se présente comme un « éducateur de l'âme ».
Placide est le frère d'Étienne Gaboury, l'un des plus grands architectes canadiens. Ce dernier a entre autres réalisé l'ambassade du Canada à Mexico et la reconstruction de la cathédrale de Saint-Boniface, mariant les ruines de l'ancien temple incendié avec un nouveau bâtiment de facture moderne. Un autre de ses frères fut professeur de physique à l'Université du Manitoba.

### Citation
« On pense généralement que la vie est opposée à la mort, pourtant, ce n'est pas le cas. La vie n'a pas de contraire, c'est ainsi qu'à la naissance, l'âme prend un corps qu'elle dépose ensuite à la mort. »

### Prix et distinctions
- 1992 : Prix spiritualité pour l'ensemble de son œuvre
- Membre de l'Union des écrivaines et des écrivains québécois

## New Age
Une dizaine des livres écrits entre 1972 et 1990 sont dédiés à la pensée du courant New Age, reprenant ses grands thèmes de prédilection.
En 1990, il prend ses distances avec ce courant qu'il dénonce alors, comme « une foire spectaculaire, un marché aux évasions » où les adeptes seraient « empêtrés dans des recettes de pacotille ». Sa vision de la spiritualité lui fait dire que « toute croissance implique une souffrance » et que « les gens du New Age sont de grands bébés qui veulent atteindre au bonheur sans souffrance. » Il critique également sévèrement la pensée positive, qu'il voit comme un instrument de l'ego qui voudrait créer la présence divine,. 

## Publications
- L'Art et les hommes (CAP, Ottawa, 1967, en collaboration)
- Devenir religieux (DDB, Bellarmoin, 1967)
- Matière et structure (DDB, Bruges, 1967)
- Un monde ambigu (Bellarmin,1968)
- Faith and Creativity (Vantage Press, 1970)
- L'Homme inchangé (1972)
- Louis Dantin et la critique d'identification (1973)
- Lignes-Signes (publication de 3 poèmes, Prise de Parole, 1973)
- Les Voies du possible (Ferron, 1975 ; de Mortagne, 1981, réédition)
- Le Voyage intérieur (de Mortagne, 1979 ; de Mortagne, 1992, réédition)
- L'Homme qui commence (de Mortagne, 1981)
- Une religion sans murs. Vers une spiritualité nouvelle (Minos, 1983 ; de Mortagne, 1994, réédition)
- Réincarnation et karma (Minos, 1984, en collaboration avec J. Languirand)
- Un torrent de silence (de Mortagne, 1985)
- L'Homme inchangé (de Mortagne, 1986, réédition)
- Pensées pour les jours ordinaires (de Mortagne, 1986)
- Une voie qui coule comme l'eau (de Mortagne, 1986)
- La Grande Rencontre (de Mortagne, 1987)
- Messages pour le vrai monde (de Mortagne, 1987)
- Paroles pour le cœur (de Mortagne, 1987 ; de Mortagne, 1993, réédition)
- Rentrer chez soi (de Mortagne, 1988)
- Les retours d’Edgar Cayce (de Mortagne, 1988)
- La Tendresse de Léonard (de Mortagne, 1988)
- Le Chant d'une vie (de Mortagne, 1989)
- Les Chemins de l'amour (de Mortagne, 1989)
- Le Grand Congé (de Mortagne, 1990)
- Le Karma de nos vies (de Mortagne, 1990 ; de Mortagne, 1993, réédition)
- Mûrir ou comment traverser le Nouvel Âge sans se perdre (Libre Expression, 1990)
- Renaître de ses cendres (Libre Expression, 1991)
- Une voie qui demeure (Libre Expression, 1992)
- Vivre imparfait (de Mortagne, 1993)
- Servir la vie (de Mortagne, 1995)
- Éduquer avec son cœur (de Mortagne, 1996)
- Je n'ai droit à rien (de Mortagne, 1996)
- Sérénité. Entretiens sur les 12 étapes des A.A. (De Mortagne, 1996)
- Pas la charité, mais le partage (Éditions Québecor, 1997)
- Pour arrêter de souffrir (Édimag, 1997)
- Le Besoin de fuir (Édimag,1998)
- La Réincarnation (Édimag, 1999)
- La Fidélité à soi (Les éditions Québecor, 1999)
- L’Envoûtement des croyances (Les éditions Québecor, 2000) (Fanatisme et tyrannie dans les religions, les sectes et les régimes totalitaires)
- Vivre sans plafond, (Les éditions Québecor, 2001)
- Le Livre de l’âme, (Les éditions Québecor, 2001)
- Renaître de ses cendres (Les éditions Québecor, 2001)
- Le Secret de la sérénité (Les éditions Québecor, 2001)
- Danser avec la vie (Les éditions Québecor, 2002)
- La paix commence en nous, (Les éditions Québecor, 2002)
- Petite galerie des Grands Esprits, (Les éditions Québecor, 2002)
- La Sexualité et l’amour, (Les éditions Québecor, 2002)
- Le Pays d’après, (Les éditions Québecor, 2003)
- La Vie intérieure, (Les éditions Québecor, 2003)
- Paroles d’âme, (Les éditions Québecor, 2004)
- Croyez-vous au destin ?, (Les éditions Québecor, 2005)
- Le Pays d’après, (Les éditions Québecor, 2005)
- L’Émerveillement, (Les éditions Québecor, 2005)
- Les Compagnons du ciel, (Les éditions Québecor, 2006)
- Le jour où la lumière reviendra, (Les éditions Québecor, 2006)
- Les 10 lois cosmiques, (Les éditions Québecor, 2007)
- Pour arrêter de souffrir (Édimag, 2007)
- L’Éducation de l’âme (Les éditions Québecor, 2008)
- La Paix du cœur - Le pardon de soi (Les éditions Québecor, 2008)

### Documentaire télévisuel
- Placide Gaboury, le contestataire tranquille, documentaire de 60 minutes. Réalisateurs : Abraham Lifshitz et Simon Trépanier. Productrice : Lucie Tremblay, LOWICK MEDIA 2008. Présenté à Télé-Québec le 24 mars 2014, visible jusqu'au 1er janvier 2019, au Canada seulement.